# Xuthodes batesi
Xuthodes batesi är en skalbaggsart som beskrevs av David Sharp 1877.
Xuthodes batesi ingår i släktet Xuthodes och familjen långhorningar. Inga underarter finns listade i Catalogue of Life.